# تنهایی (فیلم ۱۳۸۶)
تنهایی فیلمی به کارگردانی حجت قاسم‌زاده که در سال ۱۳۸۶ از شبکه ۴ پخش شده است.
سیدشهاب حسینی، لاله اسکندری، مجید مظفری، رؤیا تیموریان و امیرحسین مدرس  بازیگران این فیلم هستند.

## بازیگران
- شهاب حسینی
- لاله اسکندری
- رویا تیموریان
- امیرحسین مدرس
- مجید مظفری

ساناز سماواتی